# Eucharia Oluchi Nwaichi
Eucharia Oluchi Nwaichi és una bioquímica ambiental, científica del sòl i toxicòloga nigeriana.
Nwaichi es Doctora en Bioquímica per la Universitat de Port Harcourt, on és professora titular. Abans d'exercir per aquesta universitat, va treballar per a diverses industries corporatives com la Dangote 
(2003-2004) o la Shell Petroleum Company de 2009 fins al 2010. El 2013 va ser nomenada fellow internacional de Ciències Físiques per la seva investigació sobre les «solucions científiques a la contaminació del medi ambient» en els premis L'Oreal-UNESCO per a les dones i la ciència. També és membre de diverses organitzacions acadèmiques com la Societat Química Americana (2010), la International Phytotechnology Society (2009), l'Organització per a les Dones en Ciència per al Món en Desenvolupament (2007), la Societat Internacional per a la Tecnologia Mediambiental (2004), i l'Institut Nigerià d'Administració (2003).
La seva recerca se centra en la gestió de residus, la prevenció de la contaminació i la fitoremediació, que implica el tractament de contaminacions mediambientals —bioremediació— utilitzant plantes locals que mitiguin el problema sense la necessitat d'excavar el terreny contaminant i dipositar-lo en altres llocs. És experta en l'eliminació de metalls pesants tòxics com el cadmi, coure, mercuri, plom i l'arsènic en sòls contaminats.
L'any 2022 va estar guardonada amb l'11è Premi John Maddox per la seva recerca arriscada i valent per a la recuperació de sòls contaminats pels jaciments petrolífers del dels delta del Níger i per implicar-hi la comunitat afectada.